# Austerocardiochiles callemondah
Austerocardiochiles callemondah är en stekelart som först beskrevs av Paul C. Dangerfield och Austin 1995.  Austerocardiochiles callemondah ingår i släktet Austerocardiochiles och familjen bracksteklar. Inga underarter finns listade.